# Myš hvízdavá
Myš hvízdavá (Parotomys brantsii) je druh myši z čeledi myšovití (Muridae) a rodu Parotomys. Vyskytuje se v písčitých planinách jižní Afriky. Tyto myši jsou pospolitá zvířata, která žijí v koloniích. Hrabou si nory a někdy si také nad nimi stavějí hnízda z klacíků a trávy. Bývají velice nervózní a ostražité a většinou se zdržují v blízkosti svých úkrytů. Většinu jejich potravy představují listy stromů. Každým 3. nebo 4. rokem prudce stoupne jejich počet a pak se pojídají i zemědělské plodiny, které dovedou téměř zničit. Tyto myši se pravděpodobně rozmnožují čtyřikrát ročně a ve vrhu bývá do 4 mláďat.

## Popis
Tělo měří 13,5 - 17 cm, ocas 7,5 - 12 cm.